# Only Want You
Only Want You – utwór brytyjskiej piosenkarki Rity Ory z gościnnym udziałem amerykańskiego piosenkarza 6lacka wydany 1 marca 2019 roku jako piąty singel promujący drugie studyjne wydawnictwo artystki, Phoenix. Nagranie napisane przez Emily Warren, Ali Tamposi, Carla Rosena i jego producentów – Andrew Watta oraz Louisa Bella jako oryginał było notowane na 89. miejscu listy UK Singles Chart tydzień po wypuszczeniu albumu w listopadzie 2018 roku.